# Estadio Parque del Este
Estadio Parque del Este – stadion piłkarski w Santo Domingo, stolicy Dominikany. Używany głównie do rozgrywania meczów piłkarskich. Swoje mecze rozgrywają na nim drużyny piłkarskie Bauger FC i Club Barcelona Atlético. Mieści 3 000 widzów.